# Людвиновка (Бучанский район)
Людвиновка (укр. Людвинівка) — село в Бучанском районе Киевской области Украины. До 19 июля 2020 года входило в состав Макаровского района.
Население по переписи 2001 года составляло 541 человек. Почтовый индекс — 08045. Телефонный код — 4578. Занимает площадь 0,25 км². Код КОАТУУ — 3222784401.

## Местный совет
08045, Киевская область, Макарівський район, с. Людвиновка, пр. Калиновский, 30